# Serra Dolcedorme
La serra Dolcedorme est une montagne du massif du Pollino, dans la chaîne des Apennins, culminant à 2 267 m d'altitude entre la Basilicate et la Calabre.

## Géographie
La serra Dolcedorme, avec 2 267 m d'altitude, est le sommet le plus élevé du massif du Pollino et, à l'exception du volcan Etna (Sicile), également la plus haute montagne du Sud de l'Italie et de l'Apennin du Sud. Avec une hauteur de culminance de 1 715 m, la serra Dolcedorme figure parmi les pics les plus importants d'Europe. Le sommet principal est flanqué de deux sommets subsidiaires, la timpa di Valle Piana (2 163 m) et la timpa del Pino di Michele (2 069 m). En raison de leur importance, ils sont communément admis comme des pics indépendants.
La montagne est située aux confins entre la Basilicate et la Calabre. En suivant la crête de la sella Dolcedorme (1 970 m) qui la sépare du mont Pollino, la serra Dolcedorme se poursuit sur son versant nord-occidental (2 247 m) et descend sur la crête nord-est. Son sommet se situe plus au sud, en territoire calabrais[pas clair].
Le versant méridional de la serra Dolcedorme, qui donne sur la plaine de Sibari, est très escarpé et passe pour[non neutre] être le plus imposant d'Italie méridionale[réf. nécessaire].
Le versant situé en Basilicate dessine une grande courbe qui descend de la cime nord-occidentale à 2 247 m brusquement au passo delle Ciavole à 1 872 m et renferme la cuvette de la fossa del Lupo, un des majeurs cirques glaciaires du massif à la base duquel se trouve le haut plateau piano di Pollino qui avec la plus élevée piana del Pollino et le plus bas piano di Toscano, constitue les piani di Pollino.

### Géologie
La montagne est constituée de calcaire.
Le profil du sommet est le résultat de l'action de glaciers disparus.